# Ташенов, Ауэзхан Карипханович
Ауэзхан Карипханович Ташенов (04.04.1950 - хх.хх.2022) — учёный-химик, педагог, доктор химических наук, профессор, общественный деятель, почетный бывший заведующий кафедрой химии Евразийского национального университета им. Л. Н. Гумилева.

## Биография
Родился 4 апреля 1950 года в селе Кеноткел Зерендинского района Кокчетавской области.
В 1968 году с отличием окончил школу № 33 города Алматы. В 1973 году с отличием окончил химический факультет Казахского государственного университета им. С. М. Кирова.
В 1984 году защитил кандидатскую диссертацию на тему «Взаимодействие и характеристика соединений в системах неорганическая кислота-(тио) семикарбазид-вода». В 1994 году защитил докторскую диссертацию на тему «Координационные соединения неорганических кислот с гидразидом и биуретом».

## Трудовая деятельность
• 1973—1975 — стажер — исследователь Казахского государственного университета им. С. М. Кирова
• 1975—1986 — старший инженер Казахского государственного университета им. С. М. Кирова
• 1986—1989 — старший преподаватель Казахского государственного университета им. С. М. Кирова
• 1989—1997 — доцент, профессор кафедры неорганической химии химического факультета Казахского государственного университета им. С. М. Кирова
• с ноября 1997 - 2022 — заведующий кафедрой химии Евразийского национального университета им. Л. Н. Гумилева

## Научная деятельность
Автор более 300 научных трудов. Научный руководитель 4-х диссертаций на соискание ученой степени кандидата химических наук и 4-х диссертаций на соискание степени доктора философии и 8 научных грантов.
Научная новизна проводимых им научных исследований подтверждена авторским свидетельством СССР и 4 патентами Республики Казахстан:
1. Патент Республики Казахстан № 3402 от 16.11.2018 //Композиция для лечения вирусных заболеваний.
2. Патент Республики Казахстан № 3403 от 6.11.2018/Фармакологическая композиция на основе гепатопротектора.
3. Инновационный патент Республики Казахстан № 26777 //Способ извлечения меди(II).Опубл. 15.10.2012, Бюл. № 10. — 3 с
4. Предпатент Республики Казахстан № 15606. //Способ извлечения ванадия. Опубликовано 15.04.2005, бюл. № 4.- 4 с
5. Авторское свидетельство СССР № 1353757 от 22.07.1987 г. //Сырьевая смесь для изготовления стеновых керамических изделий.

## Научные труды
1.Synthesis and purification of metallooctachloro-phthalocyanines. //Chemiсal Sсienсe Zeitschrift fur Naturforschung. b. — 2017; 728b: 589—601
2.Synthesis of allobetulin using phenylthiourea. //Chemistry of Natural Compounds, Vol.53, No.5, September, 2017. — P. 904—906.
3.A new single-stage method for obtaining of betulinphenylcarbamates. //Journal of Asian Natural Products Research. — 2017. — P. 1-5. 4.Вольтамперометрическое определение бетулина в экстрактах растительного происхождения. //Журнал Заводская лаборатория. Диагностика материалов. — Москва. — 2017. — Т.83, № 7. — С. 18-22.
4.Влияние сопутствующих элементов на спектроскопическое определение серебра(I) с тиосемикарбазидом в расплаве стеариновой кислоты. //Известия Томского политехнического университета. — 2012. -Т.320. — № 3.- С.70-72
5.Влияние сопутствующих элементов на экстракцию серебра(I) тиосемикарбазидом в расплаве стеариновой кислоты. //Известия Томского политехнического университета. — 2012. — Т.320. — № 3.- С.67-69.
6.Кристаллическая и молекулярная структура перхлоратабиурета. //Журнал структурной химии. — Новосибирск, 1994.-Т.35, вып. 3. — С. 159—161.
7.О взаимодействии иодоводородной и серной кислот с цианацетамидом. //Журнал неорганической химии. — Москва. — 1997. — Т.40. — № 6. — С. 942.
8.Взаимодействие хлорида магния с протонированным ацетамидом в водных растворах при 250С. //Журнал неорганической химии.-Москва. — 1998. -Т.43, № 4. — С. 699—701.
9.Взаимодействие нитрата кальция с протонированным карбамидом в водных растворах при 250С. //Известия вузов. Серия «Химия и химическая технология». — Иваново, 1998. — Т.41. — вып.5. — С.23-25.
10.Термохимия некоторых соединений семикарбазида с неорганическими кислотами. // Журнал общей химии. — Ленинград, 1988. — Т.58, вып.1. — С.3-6.
11.Колебательные спектры соединений тиосемикарбазида с неорганическими кислотами. //Координационная химия. — Москва. — 1988. — Т.14, вып. 3. — С.307-310.
12.Термохимия некоторых соединений тиосемикарбазида с неорганическими кислотами. //Журнал физической химии. — Москва, 1988. — Т.62. — № 6. — С.1485-1488.
13.Кристаллическая и молекулярная структура соединения карбамида с гексафторокремниевой кислотой состава 2:1. //Кристаллография. — Москва. — 1988. — Т.33, вып. 2. — С.509-510.
14.Термический анализ соединений некоторых неорганических кислот с пропионамидом. // Журнал неорганической химии.-Москва. — 1989. — Т.34, вып. 7. — С.1909-1911.
15.Рентгеноструктурное исследование продуктов взаимодействия фтористоводородной кислоты с амидами. // Кристаллография. — Москва. — 1989. — Т.34, вып. 3. — С.746-747.
16.Термический анализ соединений некоторых амидов с тетрафтороборной кислотой. //Журнал общей химии. — Ленинград, — 1990. — Т.60, вып. 10. — С. 2332—2337.
17.Термический анализ соединений сукцинамида с некоторыми неорганическими кислотами. //Известия вузов. Серия химическая. Иваново. — 1990. — Т.33. — С.46−48.
18.О взаимодействии тетрафтороборной кислоты с некоторыми амидами. //Журнал неорганической химии.-Москва. — 1991. — Т.36, вып. 7. — С.1703-1706.
19.Термический анализ соединений валерамида с неорганическими кислотами. // Известия вузов. Химия и химическая технология.- Иваново. — 1992. — Т.35. — № 1. — С.38-41.
20.Кристаллическая и молекулярная структура перхлората 1-фенилсемикарбазида. // Кристаллография. Москва. — 1994. — Т.39, вып. 3. — С.561-563.
21.Взаимодействие сильных неорганических кислот с тиосемикарбазидом при 0 и 400С. // Журнал неорганической химии. — Москва. — 1980. — Т.25, вып. 6. — С.1659-1661.
22.Рентгеноструктурное исследование гидробромида тиосемикарбазида NH2CONHNH3+Br. // Кристаллография. — Москва. — 1984. — Т.29, вып. 1. — С.163-165.
23.Термический анализ соединений серной, фосфоновой и фосфорной кислот с семикарбазидом. // Журнал общей химии. − 1985. — Т.55, вып. 7. — С.1460-1464.
24.Термический анализ соединений соляной и бромистоводородной кислот с тиосемикарбазидом. // Журнал неорганической химии. — 1986. — Т.31, вып. 10. — С.2462-2465.
25.Термический анализ соединений неорганических кислот с тиосемикарбазидом. // Журнал неорганической химии. — Москва. − 1987. — Т.32, вып. 1. — С.13-17.
26.Растворимость карбамида, тиокарбамида и ацетамида в растворах гексафторокремниевой кислоты. // Журнал неорганической химии. — Москва. — 1987. — Т.32, вып. 1. — С.256-259.
27.Спектроскопическое изучение соединений семикарбазида с неорганическими кислотами. // Координационная химия. — Москва, 1988. — Т.14, вып. 2. — С.234-236.

## Учебники по химии для высших учебных заведений Республики Казахстан
1. Металдар химиясы: Оқулық. I том. — Алматы: Эверо, 2019. — 228 бет.
2. Металдар химиясы: Оқулық. IIтом. — Алматы: Эверо, 2019. — 216 бет.
3. Металдар химиясы: Оқулық. — Астана: Л. Н. Гумилев атындағы Еуразия ұлттық университетi, 2016. — 598 бет.
4. Бейметалдар химиясы: Оқулық. — Алматы: ЖШС РПБК «Дәуiр», 2011. — 432 бет.
5. Бейметалдар химиясы: Оқу құралы. — Алматы: Қазақ университетi, 2009. — 458 бет.
6. Жалпы және бейорганикалық химия. Оқулық. I том. Бейорганикалық химияның теориялық негiздерi. — Нұр-Сұлтан: Л. Н. Гумилев атындағы Еуразия ұлттық университетi, 2020. — 225 бет

## Награды и звания
1. Доктор химических наук (1994)
2. Профессор (1997)
3. Нагрудный знак им. «Ы.Алтынсарин»
4. Нагрудный знак «За заслуги в развитии науки Республики Казахстан»
5. Юбилейный медаль «80 лет Казахскому национальному университету им. Аль-Фараби»
6. «Лучший преподаватель вуза — 2010» РК